# Trostberg (Adelsgeschlecht)

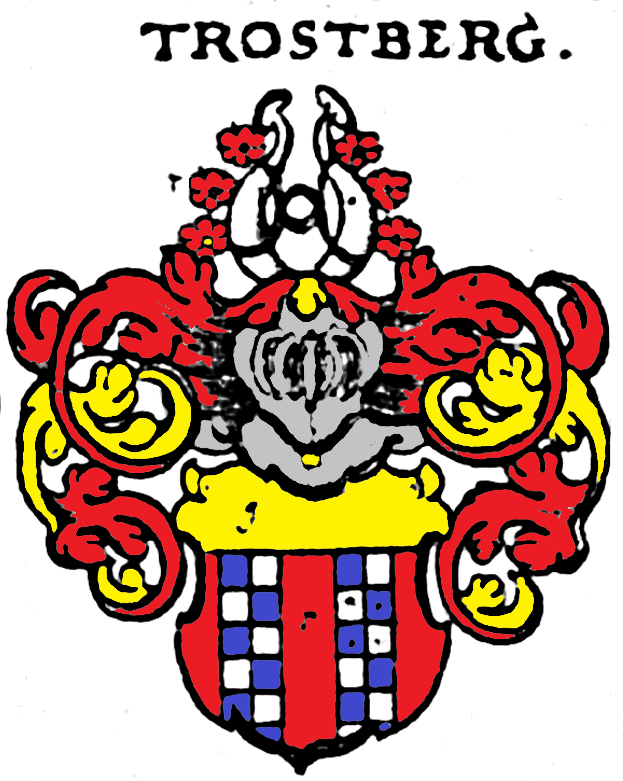
Wappen derer von Trostberg in Siebmachers Wappenbuch (nachkoloriert)

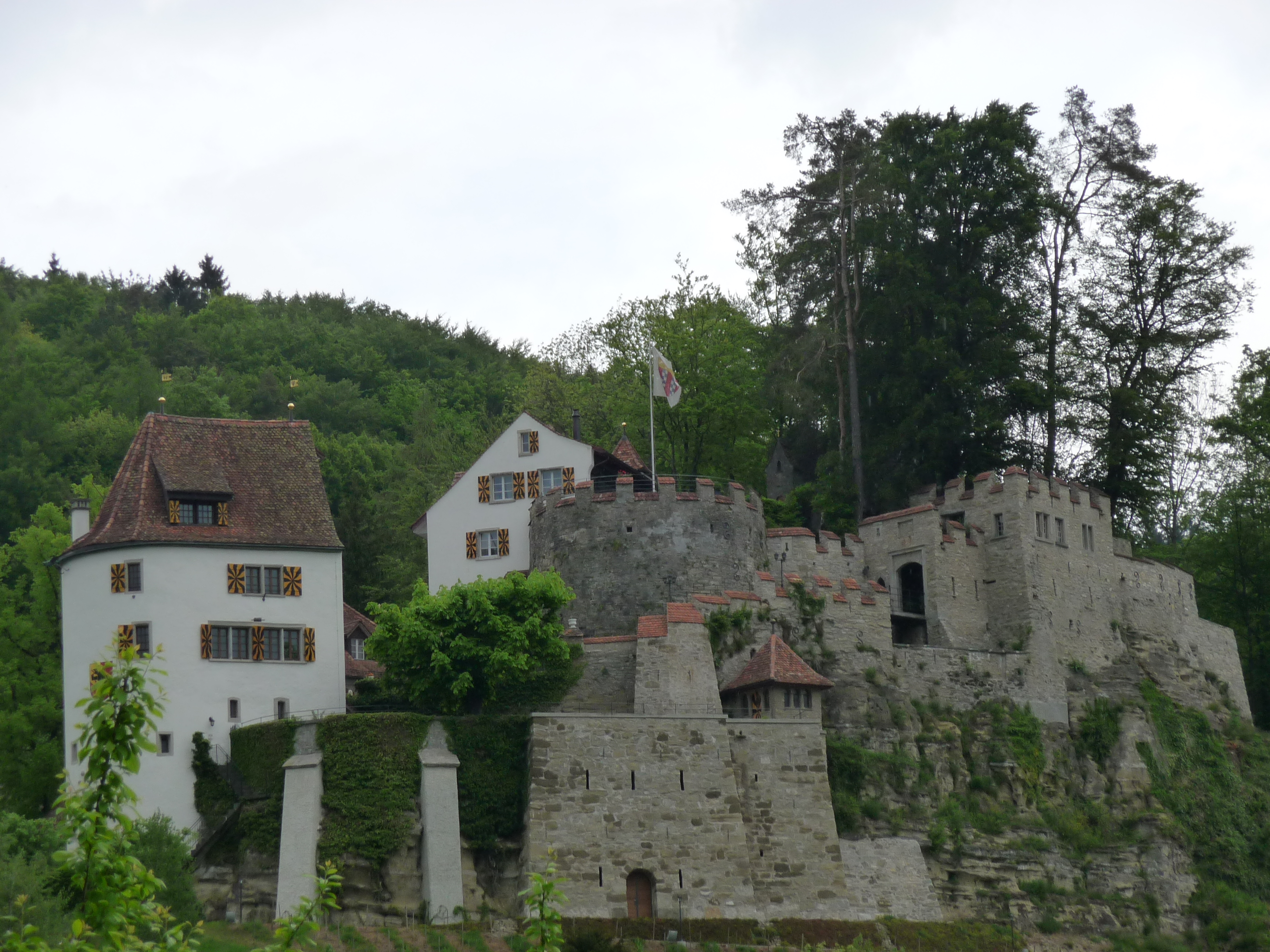
Trostburg, 2009

Die Herren von Trostberg waren ein niederadliges Geschlecht im Aargau. Ihre Stammburg war die Trostburg bei Teufenthal.

## Geschichte
Vermutlich waren die Trostberg mit der Familie von Liebegg stammesverwandt. Erstmals wird 1241 ein Burkhard genannt «Barhant» urkundlich erwähnt. Sie waren aufgrund lehenfreien Eigentums vermutlich frei und traten später als Ministeriale in kyburgische und habsburgische Dienste. Von verschiedenen Herren wie den von Klingen, von Rapperswil, von Freienstein und von Ramstein erhielten sie Lehen. Heiratsverbindungen gingen sie meist mit dem aargauisch-zürcherischen Niederadel ein. Die Herrschaft Trostburg umfasste grundherrliche Rechte und die Niedergerichte über die Dörfer Teufenthal, Leutwil, Dürrenäsch, Zetzwil, Boniswil und Niederhallwil.
Stammburg und Herrschaft gelangten um 1340 an die Herren von Reinach. Drei Trostberger waren Chorherren in Zofingen, Beromünster, Schönenwerd und Chur. Zu ihnen gehörte Rudolf von Trostberg, der von 1387 bis 1420 Domdekan war. Als Letzter des Geschlechts wird 1427 Johann von Trostberg erwähnt.

## Wappen
Blasonierung: In Rot mit goldenem Schildhaupt zwei jeweils in zwei Reihen von Blau und Silber geschachte Pfähle. Auf dem Helm mit rot-goldenen Helmdecken zwei silberne Büffelhörner durch ein schwarzes Band verbunden und jedes Horn außen von drei roten Rosen begleitet.

## Belege
1. 1 2 3  Felix Müller (Brugg): von Trostberg. In: Historisches Lexikon der Schweiz.  7. Januar 2014.
2. 1 2  Markus Widmer-Dean: Trostburg. In: Historisches Lexikon der Schweiz.  16. November 2012.
3. ↑  Werner Kundert: Rudolf v.Trostberg, 1387–1420. In: Helvetia Sacra, Abteilung I, Band I. S. 549.